# Ashland (Missouri)
Ashland é uma cidade localizada no estado americano de Missouri, no Condado de Boone.

## Demografia
Segundo o censo americano de 2000, a sua população era de 1869 habitantes. 
Em 2006, foi estimada uma população de 2165, um aumento de 296 (15.8%).

## Geografia
De acordo com o United States Census Bureau tem uma área de 
2,3 km², dos quais 2,3 km² cobertos por terra e 0,0 km² cobertos por água. Ashland localiza-se a aproximadamente 275 m acima do nível do mar.

## Localidades na vizinhança
O diagrama seguinte representa as localidades num raio de 20 km ao redor de Ashland. 